# Коломієць Віталій Гнатович
Коломієць Віталій Гнатович (13. 03. 1937, с. Любарці, Бориспільський район, Київська область) — перекладач. Член Національної спілки письменників України (з 2003).

## Життєпис
Закінчив Київський університет (1963).
Працював у Києві:
- від 1969 — старшим редактором-перекладачем відділу перекладів Торговельно-промислової палати УРСР;
- від 1976 — науковим редактором відділу науково-технічної інформації та пропаганди Державтого агропромислового комплексу України;
- 1994–97 — референтом-перекладачем українсько-німецького АТ «REEMTSMA» (Київ).

## Творчий доробок
Переклав українською мовою з німецької мови оповідання, опубліковані у журналі «Всесвіт» — З. Ленца (1984, № 7), «Чоловік, що квартирує у шевця», «Здійснилось…» С. Цвайґа (1988, № 11), «Старий» Ф. Дюрренматта (2002, № 1–2), «Голуб» П. Зюскінда (2004, № 9–10).